# Genneper Watermolen
De Genneper watermolen (ook wel Gennepermolen genoemd) is een watermolen in Nederland. De molen ligt aan de Genneperweg, langs de Dommel in het stadsdeel Gestel van de gemeente Eindhoven. Hij bevindt zich in de Genneper Parken.
De huidige molen is een onderslagmolen met één waterrad. De functie was korenmolen, eerder was er ook een tweede rad voor een oliemolen. Het is een rijksmonument dat eigendom is van de gemeente Eindhoven.
Vrijwillige molenaars malen met de molen en staan bezoekers te woord, ook worden er biologische producten en meel verkocht.

## Geschiedenis
Er zijn veel documenten bewaard gebleven over de molen. De oudste vermelding is van 21 april 1249, het betreft de schenking van de molen door ene Lodderken en zijn vrouw uit 's-Hertogenbosch aan de Norbertijnerpriorij van Postel. Het was een dwang- of banmolen. De molen werd geheel verwoest in 1583 tijdens de Tachtigjarige Oorlog. Herbouw kwam in 1587 gereed.

## Restauratie
De molen werd in 1963 met overheidssubsidie gerestaureerd; hij is toen feitelijk voor het grootste deel herbouwd. Na een brand op 11 februari 1998 is het dak vervangen; de overkapping van het rad is daarbij ongedaan gemaakt.

## Van Gogh
De molen is in november 1884 enkele malen vastgelegd door Vincent van Gogh, dit betreft zijn kunstwerken die geregistreerd staan als de nrs. F46, F47, F125 en F1144a. Er is een molen met twee raderen op te zien.

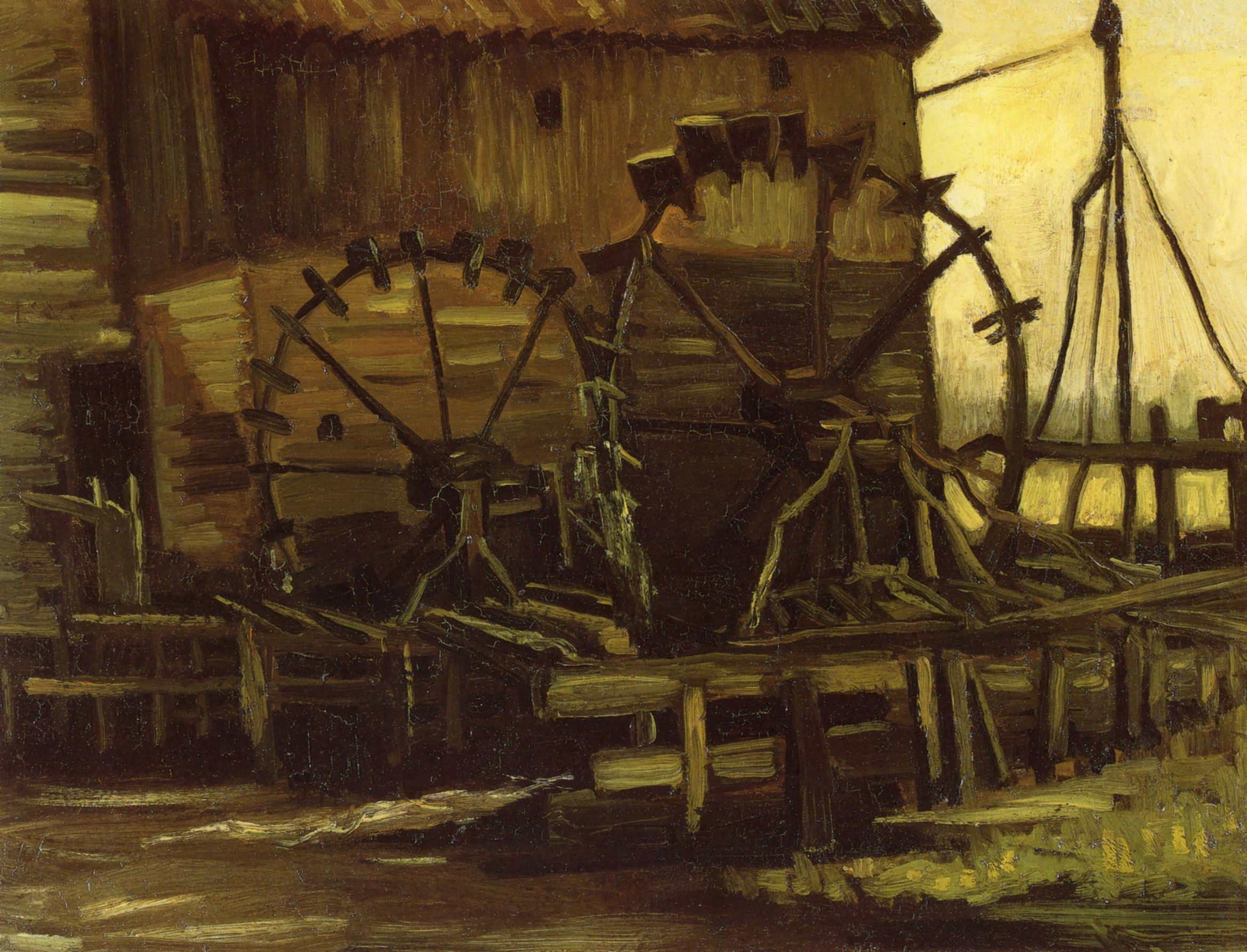
De waterraderen, door Vincent van Gogh (werk F46)
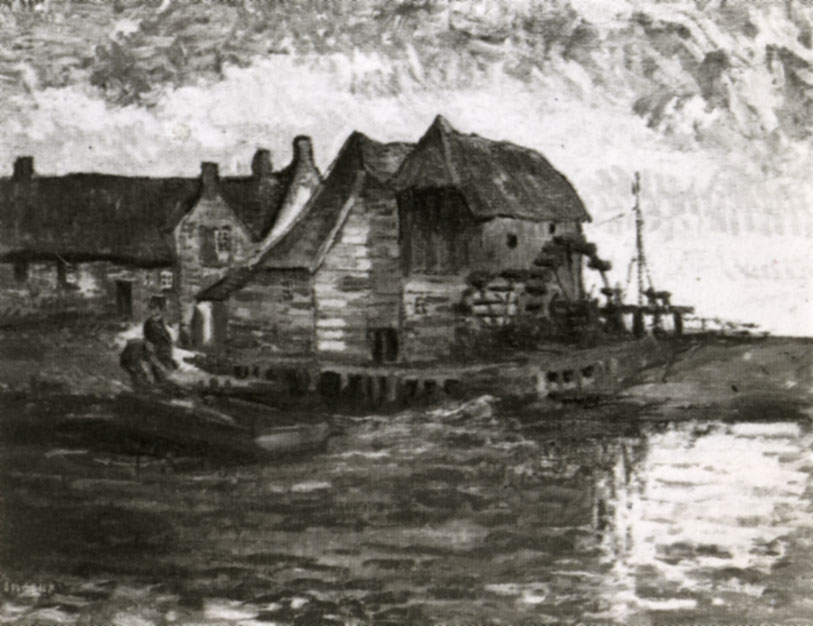
De molen, door Vincent van Gogh (werk F47)
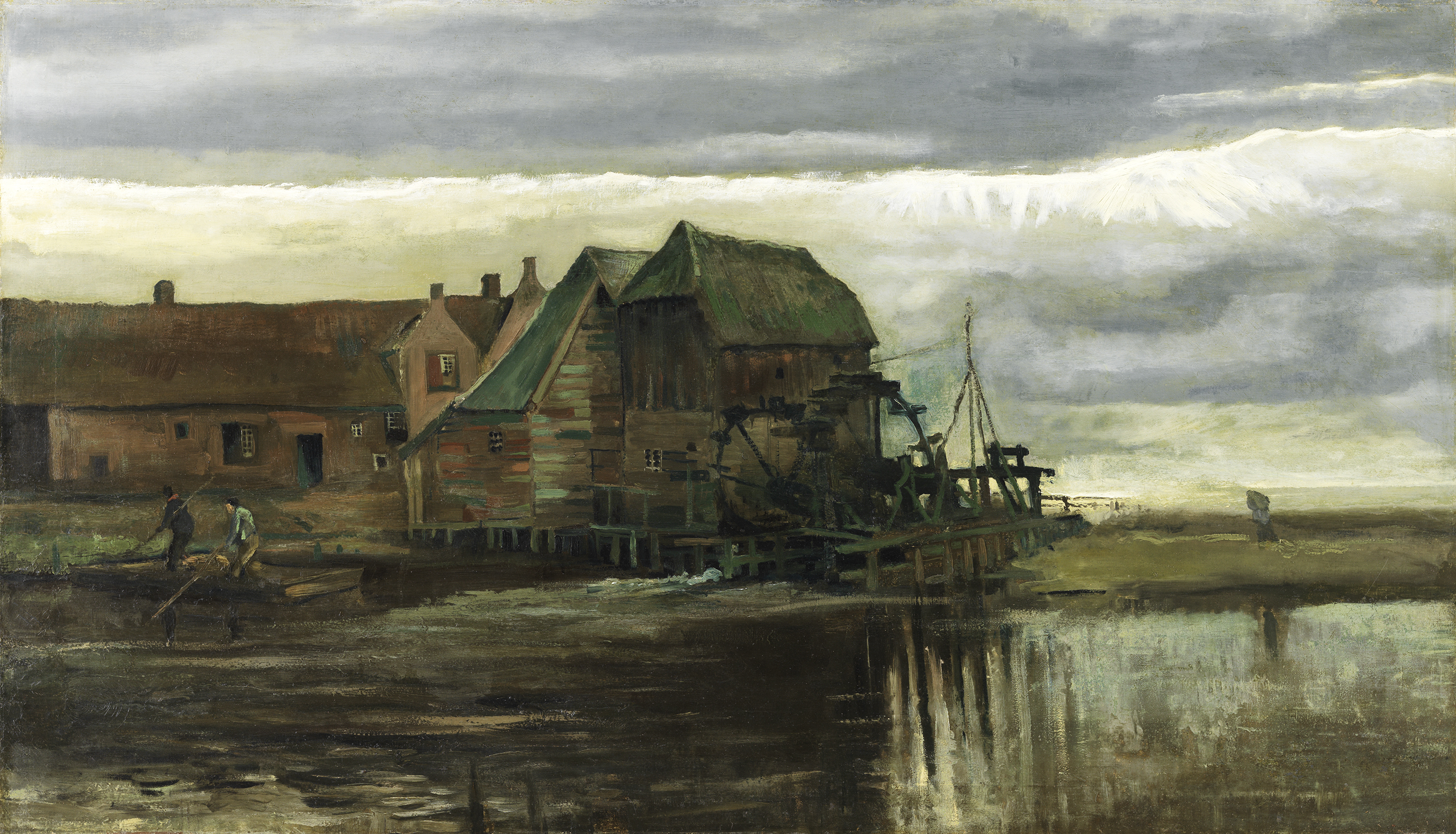
De molen, door Vincent van Gogh (werk F125)
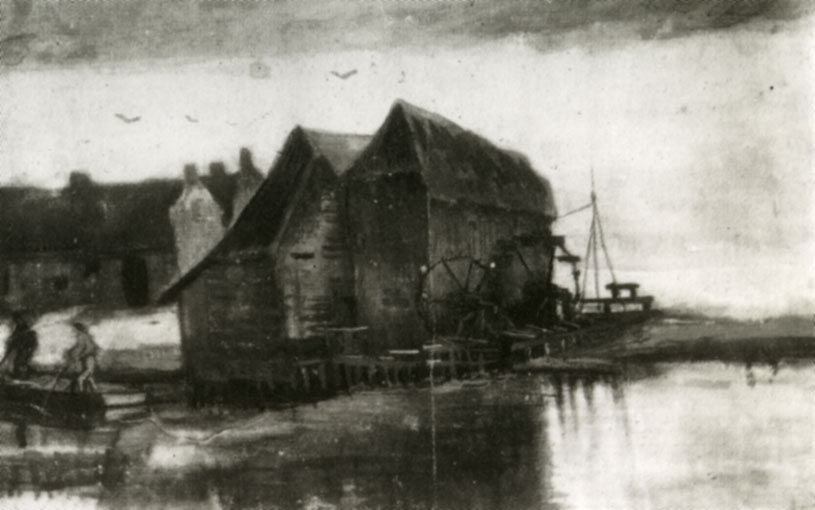
De molen, door Vincent van Gogh (werk F1144a)
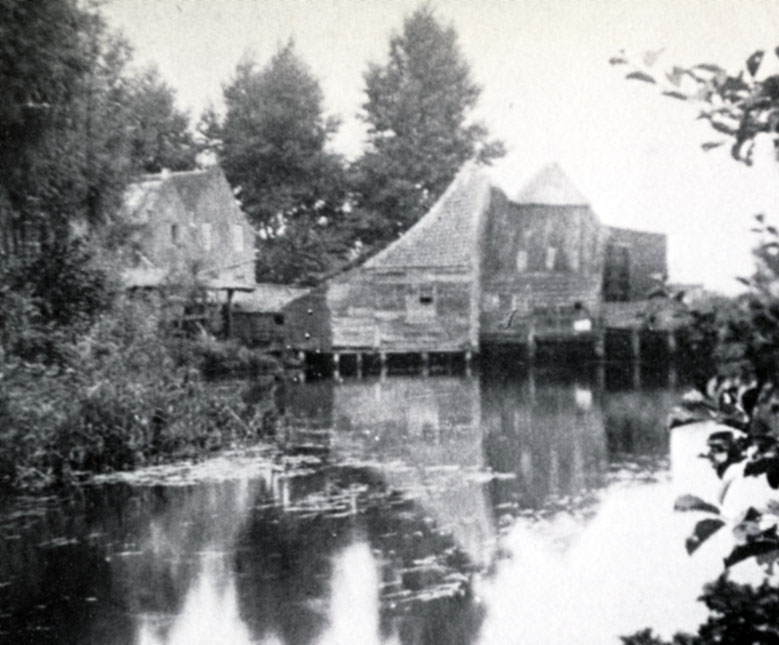
Foto van de molen, gemaakt kort nadat Van Gogh er schilderde

## Nabijgelegen watermolens
Stroomopwaarts vindt men de Volmolen te Waalre en stroomafwaarts vond men de Stratumse Watermolen. Ook de in Eindhoven gelegen is Collse Watermolen is relatief dichtbij gelegen en eveneens geschilderd door Van Gogh.